# Castillo de Peñafiel (Zarza la Mayor)
El castillo de Peñafiel o de Racha Rachel es una fortificación situada en el término municipal español de Zarza la Mayor, perteneciente a la provincia de Cáceres, en Extremadura. La fortaleza, cuya construcción se remonta al siglo XIII, está ubicada dentro del parque natural del Tajo Internacional.

## Historia

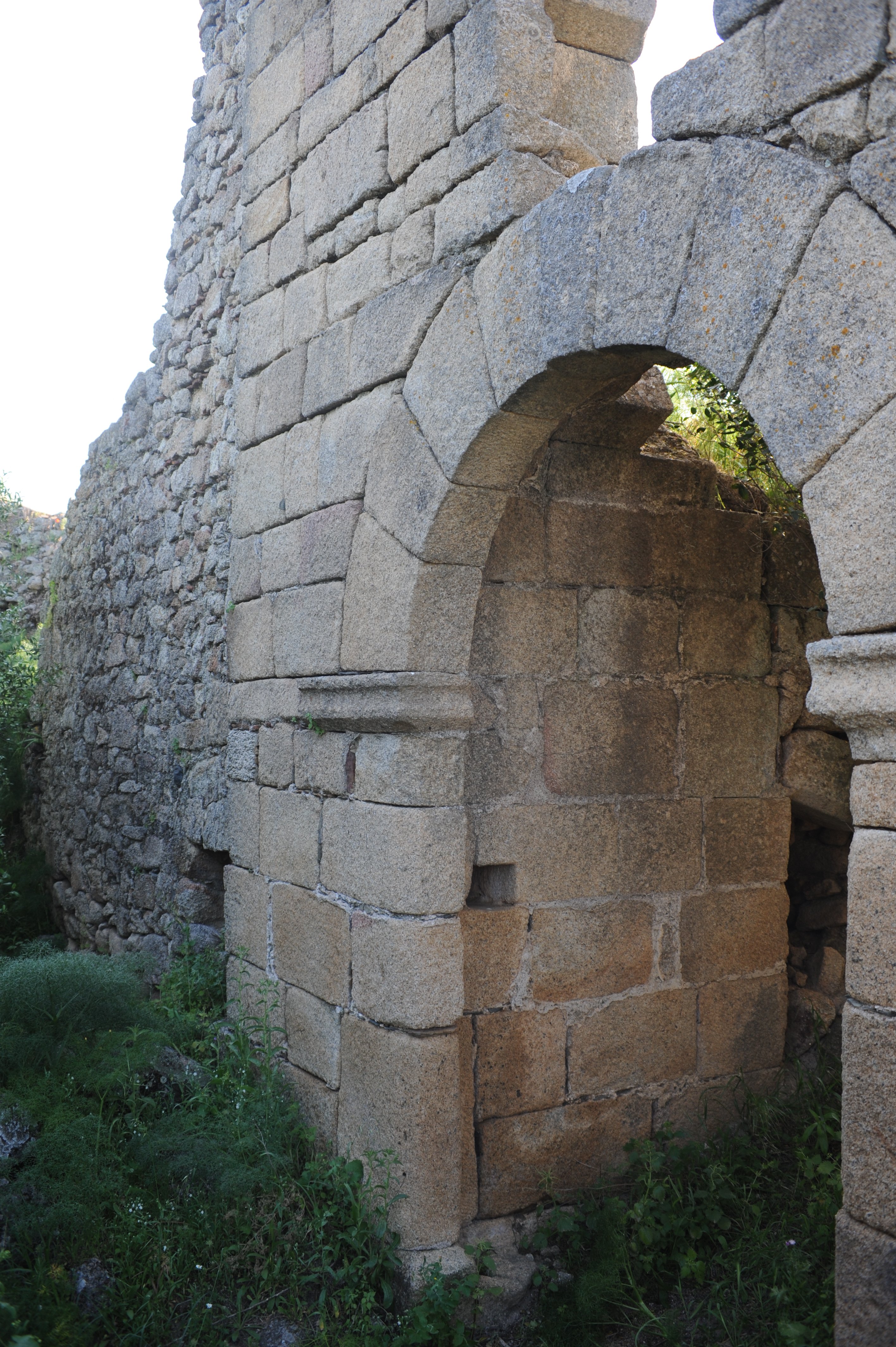
Detalle de su arquitectura

El rey Alfonso IX conquistó la fortaleza en el año 1212 y la otorgó a la Orden de Alcántara, formándose así una importante encomienda.

## Construcción
Fue construido en el siglo XIII sobre los vestigios de una fortaleza de origen árabe del siglo IX. Dispone de superficie ovalada y por su tipología del asentamiento concentraba las defensas en los frentes oeste y sud. Consta de un antemuro que defendía sus frentes este y sur, un recinto principal y la torre del homenaje. La torre del homenaje tiene matacán sobre ménsulas y no conserva el coronamiento de almenas. Dispone de varias plantas, una de ellas con bóveda de crucería. Se conservan algunos ventanales góticos y escudos de la Orden. En el recinto interior se observan restos de caballerizas, el aljibe, el horno y algunas dependencias.

## Conservación

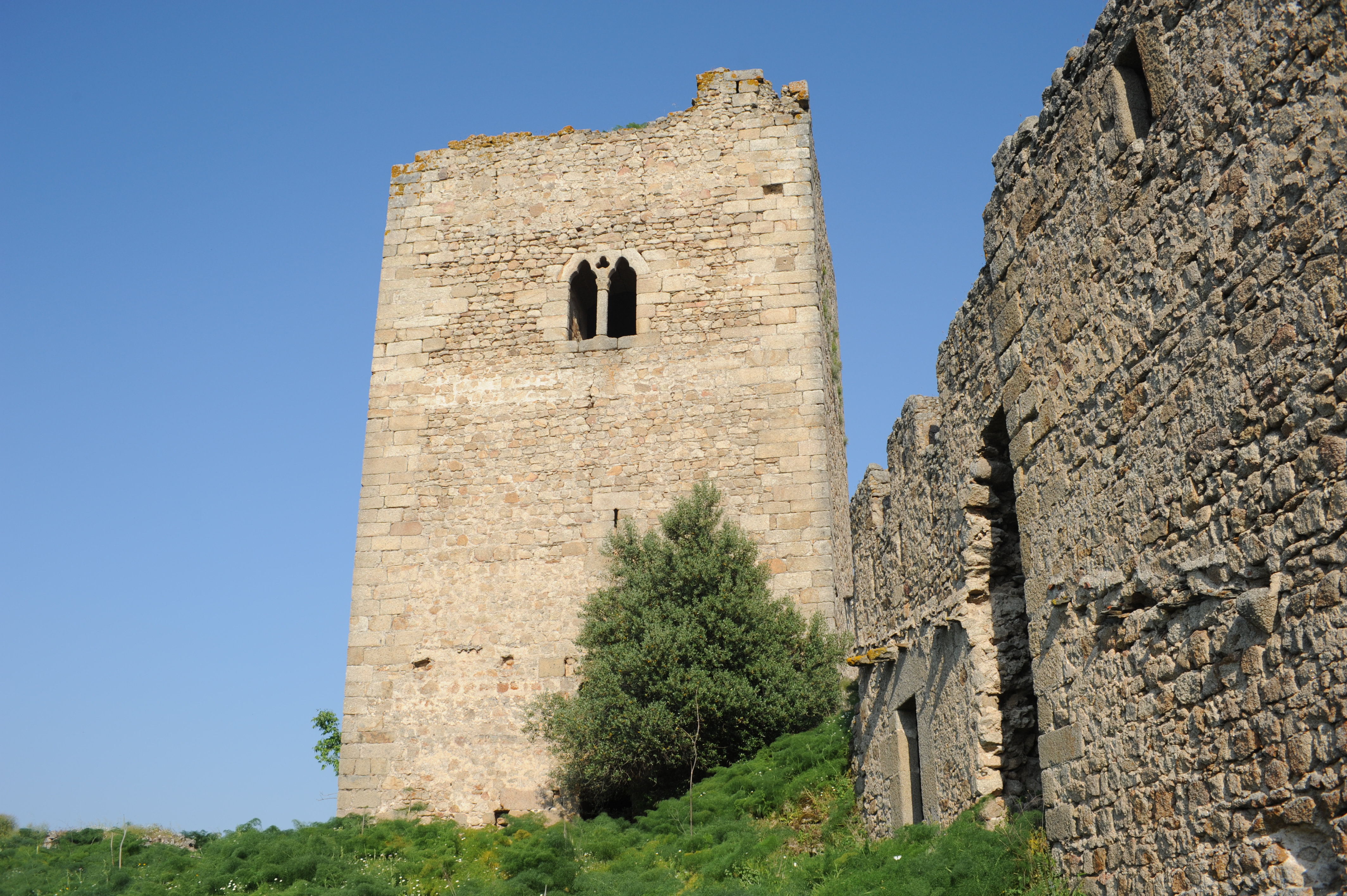
Torre del homenaje

El castillo de Peñafiel posee un gran valor histórico y artístico. Su progresivo estado de ruina ha motivado que la fortaleza haya sido incluida en la Lista roja de patrimonio en peligro de la asociación para la defensa del patrimonio Hispania Nostra.